# Organización Primero de Marzo
A Organização Primeiro de Março (em castelhano:  Organización Primero de Marzo, também chamada de Organización Político Militar; OPM) foi um movimento clandestino criado no Paraguai em meados da década de 1970 para combater a ditadura do general Alfredo Stroessner. Foi a tentativa mais séria de criar uma resistência armada ao regime repressivo e ditatorial. Embora a organização tenha sido descoberta antes de ser capaz de atacar o governo de alguma forma, a onda de repressão que se seguiu à sua descoberta foi enorme. Nesse período de repressão, vários dirigentes da organização foram capturados, torturados e depois executados, mas a violência também se estendeu por muitos meses a diferentes regiões do país, atingindo diversos movimentos agrários, grupos sociais e políticos que nada tinham a ver com a OPM.

## Desenvolvimento da organização
Em Assunção, a organização cresceu rapidamente através dos movimentos estudantis nas universidades, principalmente através do Movimento Independente. A maioria dos membros do Movimento Independente ingressaria posteriormente na OPM. O Grupo Estudantil, organização clandestina de universitários e alunos do ensino médio, com estrutura semelhante à dos Montoneros, foi criado pelo OPM. Mais tarde, a organização se estenderia às áreas rurais, onde as Ligas Agrárias Cristãs eram as principais organizações agrárias do país. Em 1975, a Direção Nacional da OPM era integrada por Juan Carlos Da Costa, sua esposa, Nidia González Talavera e o líder agrário Constantino Coronel. A proposta política da organização baseava-se na cooperação mútua entre o proletariado e os trabalhadores agrários e na construção de um partido com ideologia marxista-leninista, mas a definição da visão política da organização ainda era muito incerta. Na verdade, a OPM nunca atingiu o nível de organização que Da Costa desejava. O treinamento militar era muito pobre e o nível de segurança também. Na verdade, estima-se que a OPM tinha aproximadamente 600 membros. A maioria desses membros não tinha formação política ou militar e apenas alguns deles tinham poder de decisão.